# Cryptomyzus alatavica
Cryptomyzus alatavica är en insektsart. Cryptomyzus alatavica ingår i släktet Cryptomyzus och familjen långrörsbladlöss. Inga underarter finns listade i Catalogue of Life.